# Notanthura liouvillei
Notanthura liouvillei är en kräftdjursart som först beskrevs av Théodore Monod 1925.  Notanthura liouvillei ingår i släktet Notanthura och familjen Anthuridae. Inga underarter finns listade i Catalogue of Life.